# Himeyuri-Friedensmuseum
Das Himeyuri-Friedensmuseum (jap. ひめゆり平和祈念資料館, Himeyuri Heiwakinen Shiryōkan) wurde am 23. Juni 1989 in Itoman auf Okinawa eröffnet. Die Gedenkstätte erinnert an das Schicksal des Himeyuri-Schülerinnentrupps. Während der Schlacht um Okinawa wurde eine Hilfstruppe gebildet, die aus 222 Schülerinnen und 18 Lehrern bestand. 134 Schülerinnen und Lehrer dieses Sanitätstrupps verloren bei den Kämpfen auf Okinawa ihr Leben.
1992 erhielt das Museum den Kikuchi-Kan-Preis.

## Überblick

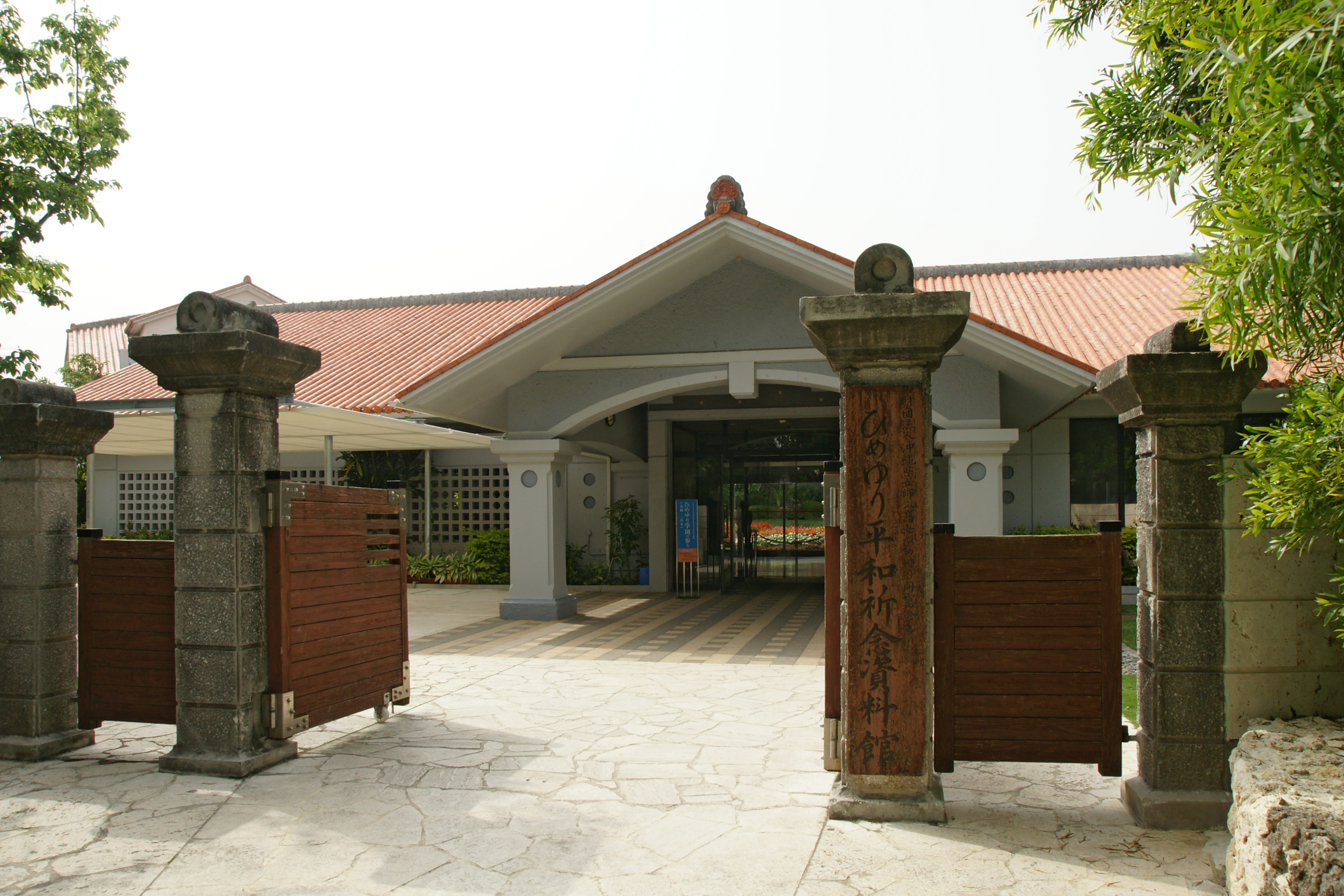
Himeyuri-Friedensmuseum in Itoman

Während der Schlacht um Okinawa hatten die Japaner in Höhlen ein Krankenhaus für Verwundete eingerichtet. In der Gedenkstätte ist ein Diorama der dritten chirurgischen Abteilung dieses Krankenhauses zu sehen. Zudem wurde in der Gedenkstätte ein Teil des ursprünglichen Armeekrankenhauses originalgetreu nachgebaut. Bis 2004 haben dort Zeitzeugen von den Geschehnissen berichtet. Seit einer Renovierung im April 2004 wird nun stattdessen ein Film gezeigt. Auf dem Gelände befindet sich auch das Himeyuri-Mahnmal.